# Fronte Ampio UNEN
Fronte Ampio UNEN (spagnolo: Frente Amplio UNEN - FAUNEN) è stata una coalizione politica argentina fondata nel 2013 dalle seguenti forze politiche:
- Unione Civica Radicale;
- Coalizione Civica ARI;
- Partito Socialista;
- Partito GEN;
- Partito Socialista Autentico;
- Movimento Libero del Sud;
- Progetto Sud.

Il nome UNEN è un acronimo di "Unión y Encuentro" (in spagnolo: Unione e Incontro).
La coalizione si è formata come alleanza elettorale in vista delle elezioni parlamentari del 2013 in alternativa al Fronte per la Vittoria e al Partito Peronista. Il FAUNEN ha ottenuto il 23,81% dei voti e 34 seggi alla Camera, raggiungendo complessivamente 61 seggi sui 257 dell'assemblea.
Dopo essersi costituita come coalizione politica nell'aprile del 2014 è successivamente entrata in crisi con la decisione della Coalizione Civica ARI di Elisa Carrió e del congresso dell'Unione Civica Radicale di concorrere alle Elezioni primarie di Proposta Repubblicana.